# Equitação de trabalho

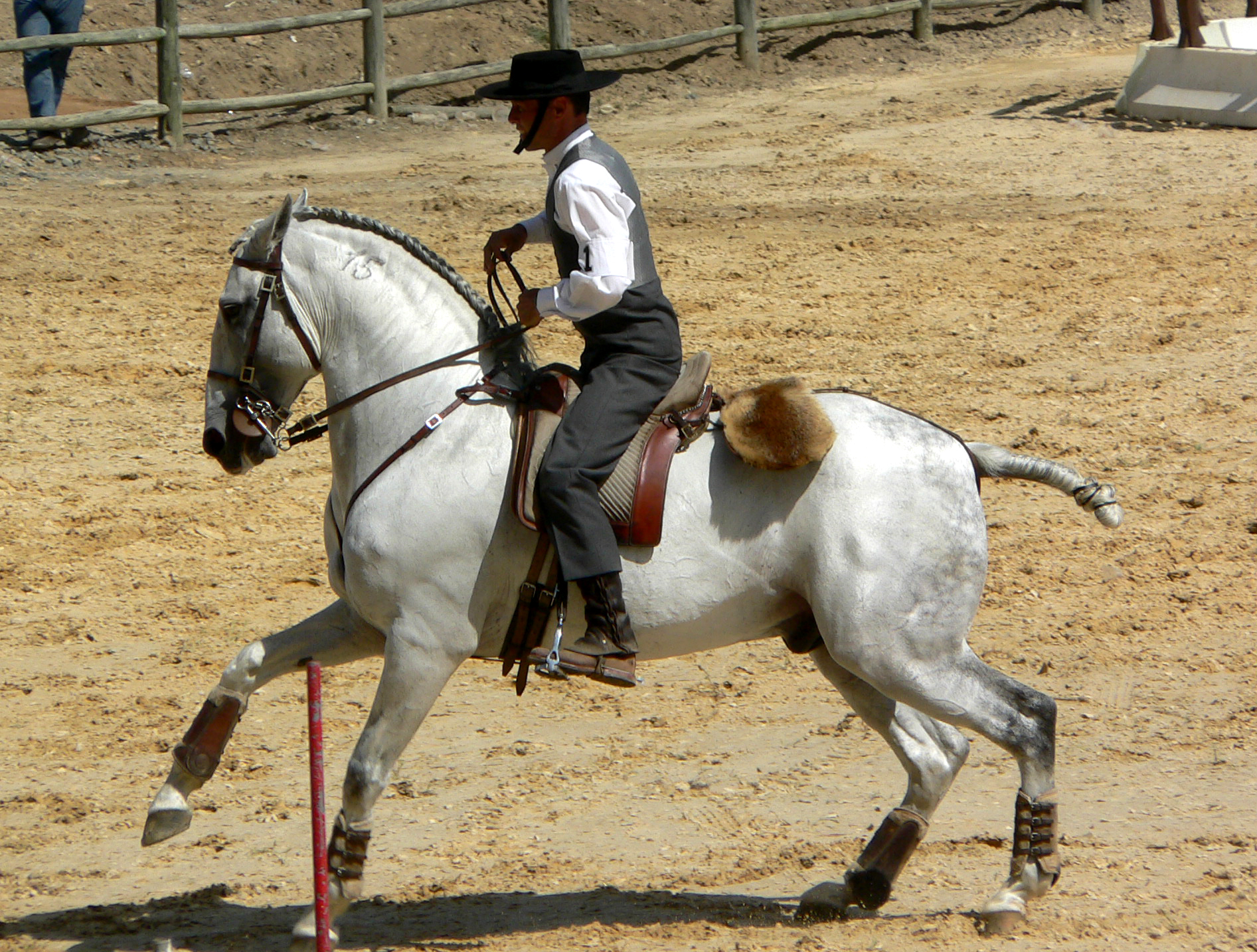
Equitação de Trabalho

A equitação de trabalho é uma modalidade desportiva muito conhecida na Europa, na qual as equipas portuguesas frequentemente se distinguem em competição, é um desporto onde todos podem participar, com qualquer cavalo, de qualquer raça, idade ou experiência.
Tem como objetivo demonstrar as habilidades do cavalo de sela e a destreza do cavaleiro. A competição é composta por etapas distintas, disputas individuais – Ensino, Maneabilidade e Velocidade –, nas quais o cavaleiro monta sempre o mesmo cavalo.
Criada por italianos e franceses, a modalidade nasceu da ideia de reunir em uma única competição conjuntos de origens diversas, a fim de demonstrar o trabalho diário de campo num simulacro de obstáculos e situações reais.
De pequenas competições regionais, a prova expandiu-se rapidamente, mais tarde contando com a participação de espanhóis e portugueses.
A participação dos diferentes países possibilitou o nascimento, em 1998, de um Campeonato da Europa de Equitação de Trabalho. Para tal, desenvolveu-se um regulamento comum aos quatro países, com o objetivo de unificar os conceitos equestres, respeitando, porém, as diferentes tradições da lida no campo.
Cada país utiliza o cavalo típico de sua região. Os italianos usam os maremmanos, animais da região da Marema, na Toscana, de porte semelhante ao puro sangue inglês, com algumas características do quarto de milha. Os franceses utilizam camargueses, animais de pequeno porte da região da Camarga, que lembram pôneis, apenas maiores. Os espanhóis, um animal que é o resultado de uma cruza de anglo-hispano-árabes. Os portugueses, o puro sangue lusitano.
Equipamentos e trajes são típicos de cada região, definidos pelo regulamento de cada país.